# Albert von Bezold
Albert von Bezold (Ansbach, 7 gennaio 1836 – Würzburg, 2 marzo 1868) è stato un fisiologo tedesco.

## Biografia
Studiò a Monaco, Würzburg e Berlino, dove fu assistente di Emil Du Bois-Reymond (1818-1896). Successivamente fu professore di fisiologia a Jena (dal 1859) e Würzburg (dal 1865).
Bezold svolse importanti ricerche coinvolgendo la fisiologia dei muscoli, dei nervi e del sistema cardiovascolare. Fu anche ricordato per aver studiato gli effetti fisiologici di sostanze farmacologiche come curaro, atropina e veratrum sui muscoli del corpo, sul cuore, sui nervi e sul sistema circolatorio.
L'omonimo "riflesso di Bezold-Jarisch" è un riflesso vagale di tipo inibitorio, che può essere innescato da una vasodilatazione delle vene periferiche. Tale fenomeno. Questo segno medico è stato nominato insieme al farmacologo Adolf Jarisch Junior (1891-1965), che nel 1937 riconfermò i precedenti esperimenti di Bezold.